# Ulica Karola Darwina w Katowicach
Ulica Karola Darwina w Katowicach – ulica w katowickiej dzielnicy Piotrowice-Ochojec. Ulica rozpoczyna swój bieg od skrzyżowania z ulicą generała Zygmunta Waltera-Jankego. Następnie krzyżuje się z ulicą Karola Szymanowskiego; kończy bieg przy ulicy Artura Grottgera. Ulica od 1945 nosi imię Karola Darwina.

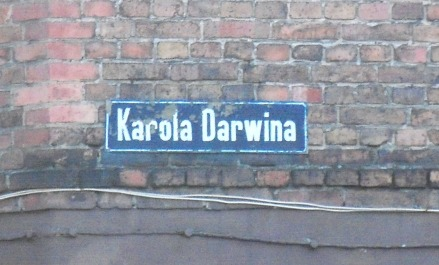
ulica K. Darwina – tabliczka

Przy ulicy Karola Darwina znajdują się następujące historyczne obiekty, objęte ochroną konserwatorską:
- wolnostojący dom mieszkalny z zapleczem gospodarczym i ogrodem (ul. gen. Z. Waltera-Jankego 217, na rogu z ul. Karola Darwina); wzniesiony na początku XX wieku na działce narożnej;
- wolnostojący dom mieszkalny z zapleczem gospodarczym i ogrodem (ul. Karola Darwina 3); wzniesiony na początku XX wieku na działce narożnej; zaplecze gospodarcze posiada budynki murowane; narożny ogród znajduje się od strony ul. gen. Z. Waltera-Jankego;
- kamienica mieszkalna z zapleczem gospodarczym i ogrodem (ul. Karola Darwina 5); wzniesiona na początku XX wieku[3];
- dom mieszkalna z zapleczem gospodarczym (stodoła) i ogrodem (ul. Karola Darwina 13/14); wzniesiony w pierwszej ćwierci XX wieku[3].

Ulica Karola Darwina w całości biegnie przez część Katowic – Piotrowice. Posiada długość 173 m i powierzchnię 1 060 m². Znajdują się przy niej budynki mieszkalne oraz poligraficzna agencja usługowo-handlowa. Kod pocztowy dla wszystkich budynków przy ulicy to 40-682.